# Хопкинс, Джош
Джо́ш Хо́пкинс (англ. Josh Hopkins; род. 12 сентября 1970) — американский актёр, а также сценарист и композитор, наиболее известный по роли Грейсона в комедийном сериале «Город хищниц» (2009—2015). В 2015 году он начал сниматься в сериале «Куантико». В 2008—2012 годах играл в сериале «Частная практика»

## Жизнь
Родился в Лексингтон (Кентукки, США), сын бывшего конгрессмена от Кентукки Ларри Хопкинса и Кэролин Хопкинс. Окончил школу Сэйр (Sayre School) в Лексингтоне. Играл за школьную спортивную команду по баскетболу. Во время интервью новозеландской радиостанции ZM заявил, что его любимая баскетбольная команда — Kentucky Wildcats. Любитель домашних питомцев, и сейчас у него есть немецкая овчарка по кличке Макс. Наряду с этим его хобби — пение, он записал ряд синглов. Его первый клип — «Фальшивый интерес» (режиссёр Джон Киллоран и Мэтт O’Нилл), выпущенный в интернет в октябре 2006 года.

## Избранная фильмография
| Год  | Фильм                                                    | Роль                       | Примечания                                |
| ---- | -------------------------------------------------------- | -------------------------- | ----------------------------------------- |
| 1996 | Параллельные сыновья Parallel Sons                       | Marty                      |                                           |
| 1996 | Paulie                                                   |                            | Короткометражный фильм                    |
| 1997 | Stick Up                                                 | Hap                        | Короткометражный фильм                    |
| 1997 | Солдат Джейн                                             | Flea                       |                                           |
| 1998 | Мэри должна замолчать Silencing Mary                     | Clay Roberts               | Телевизионный фильм                       |
| 1999 | Пираты Силиконовой долины                                | Paul Allen                 | Телевизионный фильм                       |
| 2000 | Любовь и секс                                            | Joey Santino               |                                           |
| 2000 | Auto Motives                                             | Nigel                      | Короткометражный фильм                    |
| 2000 | Идеальный шторм                                          | Capt. Darryl Ennis         |                                           |
| 2001 | Одноглазый король One Eyed King                          | Chuck                      |                                           |
| 2003 | L.A. Confidential                                        | Officer Bud White          | Телевизионный фильм                       |
| 2003 | Chicken Party                                            | Actor/Cop                  | Короткометражный фильм                    |
| 2003 | Закон и порядок: Специальный корпус                      | Special Agent Tim Donnovan | Телесериал; одна серия (5 сезон, 4 серия) |
| 2004 | NYPD 2069                                                | Alex Franco/Alex Bolander  | Телевизионный фильм                       |
| 2004 | Северный берег                                           | Морган Холт                | Телесериал; одна серия (1 сезон, 4 серии) |
| 2005 | Global Frequency                                         | Sean Flynn                 | Телевизионный фильм                       |
| 2005 | Show & Tell                                              | Officer Henderson          | Короткометражный фильм                    |
| 2005 | Кости (телесериал)                                       | Michael Stires             | Телесериал; одна серия (1 сезон, 8 серия) |
| 2006 | Surrender Dorothy                                        | Peter                      | Телевизионный фильм                       |
| 2007 | Ненасытная                                               | Chet                       |                                           |
|      | Говорящая с призраками                                   | Shane Carson               | Телесериал; одна серия (3 сезон, 4 серия) |
| 2008 | Pretty Ugly People                                       | George                     |                                           |
| 2008 | The Spirit of '76: The Making of Swingtown               | Roger Thompson             | Короткометражный фильм                    |
| 2008 | Have a Nice Revolution: Sex & Morality in 1970’s America | Roger Thompson             | Короткометражный фильм                    |
| 2009 | 12 Men of Christmas                                      | Will Albrecht              | Телесериал                                |
| 2009 | Город хищниц                                             | Grayson Ellis              | Телесериал                                |
| 2010 | Lebanon, Pa.                                             | Will                       |                                           |
| 2014 | Неслабый пол                                             | Kenny                      |                                           |
|      |                                                          |                            |                                           |